# Paysages franciscains
Les Paysages franciscains, opus 43, sont trois pièces pour orchestre de Gabriel Pierné composées en 1918, inspirées des Pèlerinages franciscains de l'écrivain catholique danois Johannes Jørgensen.

## Présentation
Révélateurs de l'art de l'orchestration de Gabriel Pierné, les Paysages franciscains, illustration musicale de trois extraits des Pèlerinages franciscains de Johannes Jørgensen, sont composés en Bretagne durant l'automne 1918,. L'œuvre, publiée en 1920 par Hamelle, porte le numéro d'opus 43,.
Le triptyque orchestral est créé le 28 février 1920 par l'orchestre des Concerts Colonne placé sous la direction de Pierné.
Pour Georges Masson, biographe du compositeur, « tel le peintre impressionniste captant la lumière sous son pinceau, le musicien inondera les portées d'éclairages intenses ».

## Instrumentation
L'instrumentation requiert :
| Instrumentation des Paysages franciscains                                                              |
| Bois                                                                                                   |
| 3 flûtes (la 3e jouant aussi piccolo), 2 hautbois, cor anglais, 3 clarinettes, 2 bassons, contrebasson |
| Cuivres                                                                                                |
| 4 cors, 2 cornets, 2 trompettes, 3 trombones, 1 tuba                                                   |
| Percussions                                                                                            |
| timbales, cymbales, triangle, tambour, grosse caisse, tam-tam, cloches-tubes                           |
| Claviers / cordes pincées                                                                              |
| célesta, 2 harpes                                                                                      |
| Cordes                                                                                                 |
| premiers violons, seconds violons, altos, violoncelles, contrebasses                                   |

## Structure
Les Paysages franciscains, d'une durée moyenne d'exécution de vingt-deux minutes environ, consistent en trois mouvements, :
1. Au jardin de Sainte-Claire (Couvent de Saint-Damien), « andantino » ;
2. Les olivaies de la plaine d'Assise (Crépuscule d'automne), « modéré » ;
3. Sur la route de Poggio Bustone (La procession), « modéré ».

## Analyse et commentaires
La première pièce, qui s'ouvre sur un air de flûte « qui fait ample usage des gammes modales mineures pour traduire l'archaïsme des lieux », évoque le jardin de Sainte-Claire (au couvent de Saint-Damien) :

« Le soir approche... L'air est comme doré derrière le délicat feuillage des oliviers et la fontaine murmure… J'entends au loin, dans la campagne verte, retenir l'appel monotone du coucou ; des cloches aussi tintant vaguement, comme endormies… »

Le second volet évoque les oliviers de la plaine d'Assise. La plaine est « entourée de montagnes qui reculent dans la brume bleue du soir pour finir par s'effacer tout à fait… Une grande raie de soleil tombe sur cette plaine comme sur une mer verte ». Cette page regorge d'une « saveur antique [..., ] où la mélodie s'élève, contemplative, amenant cette luminosité immobile de l'orchestre [...]. Puis, c'est l'horizon infini que décrivent, sur la trame estompée des cordes, des bois, du tam-tam roulé et de trois trombones en sourdine, les harpes et le célesta égrenant des notes lointaines dans une atmosphère diaphane ».
Le mouvement final (Sur la route de Poggio Bustone) s'éclaire de « la vive lumière d'un midi italien » sous laquelle, du village en fête, surgit la Procession où alternent les fanfares et les cantiques des jeunes filles. C'est une « apothéose d'orchestre où Pierné à l'égal d'un Respighi et surpassant par un certain côté son compatriote Gustave Charpentier dans ses Impressions d'Italie, signe un album haut en couleur ».
Pour Cyril Bongers, « nul tourment dans ces pages lumineuses, les anciennes angoisses cèdent définitivement la place à la méditation, à la contemplation de la nature ou au plaisir simple d'une fête religieuse ». Le musicologue relève que le compositeur, « totalement dégagé de la massivité orchestrale de ses précédentes réalisations, [...] s'adonne avec une étonnante maîtrise aux subtilités impressionnistes d'un orchestre évoquant sans ambiguïtés l'œuvre de son ami Claude Debussy, mort quelques mois auparavant ».

## Discographie
- Orchestre national des Pays de la Loire, Pierre Dervaux juillet 1978.
- Orchestre national de Lorraine, Jacques Mercier (dir.), Timpani, 2007.
- BBC Philharmonic Orchestra, Juanjo Mena (dir.), Chandos, 2015.